# Lawfare (blog)
Lawfare («guerra jurídica» en inglés) es un blog dedicado a temas de seguridad nacional, publicado por el Instituto Lawfare en colaboración con la Institución Brookings. Fue iniciado en 2010 por Benjamin Wittes (autor y exrredactor editorial para el The Washington Post), el profesor de la Escuela de Derecho Harvard, Jack Goldsmith, y el profesor de derecho de la Universidad de Texas en Austin, Robert M. Chesney. Goldsmith fue el jefe de la Oficina de Asesoría Jurídica en el Departamento de Justicia durante la presidencia de George W. Bush, y Chesney sirvió en un grupo de trabajo de política de detención en la presidencia de Barack Obama. Sus escritores incluyen un gran número de profesores de derecho, estudiantes de derecho y exfuncionarios de Bush y Obama.

## Controversias de Donald Trump

### Orden Ejecutiva 13769
El blog llegó a la prominencia en enero de 2017 cuando el presidente Donald Trump escribió en Twitter «LAWFARE» y citó una línea de una de sus publicaciones de blog para criticar el razonamiento de la decisión del Tribunal de Apelaciones que bloqueó la primera prohibición de refugio y viajes de Trump. Wittes, redactor jefe de Lawfare, y que apoyaba el fallo de la corte, criticó duramente a Trump por el tuit, diciendo que distorsionó el argumento presentado en el artículo. Trump publicó esa línea minutos después de que la publicación del blog fuera citado en el programa de televisión Morning Joe. Wittes dijo que era preocupante que Trump citara la línea sin idea de quién era el autor o qué era la publicación, y que nadie en la Casa Blanca examinara el tuit.

### Despido de James Comey
El 18 de mayo de 2017, Wittes fue la fuente principal de un extenso informe del The New York Times sobre las interacciones del presidente Trump con el director del FBI, James Comey, y cómo esas interacciones se relacionan con el posterior despido de Comey. Wittes también proporcionó una entrevista de 25 minutos a PBS NewsHour sobre el mismo tema. Comey habría estado «disgustado» con los intentos de Trump de ser afable con Comey y de indicar públicamente una relación cercana y comprometer a Comey con gestos tales como abrazarlo, porque Comey vio éstos como intentos calculados de comprometerlo agitando a los demócratas. Comey también habría encontrado que la gente en la administración de Trump «no era honorable». Wittes elaboró sobre esto en una publicación en el blog de Lawfare.

### Revelación de información clasificada por parte de Trump
En una columna ampliamente leída, varios contribuyentes de Lawfare argumentaron que la revelación de Trump de inteligencia secreta a Rusia «es quizás la más grave acusación de mala conducta presidencial en los cuatro meses de escándalos de la administración Trump». La columna dijo que las acciones reportadas de Trump «pueden muy bien ser una violación del juramento de oficio del presidente de la oficina».

## Recepción
David Ignatius describió a Lawfare como «uno de los cronistas más justos de los temas de seguridad nacional». Según David W. Drezner, profesor de política internacional de la Universidad de Tufts, Lawfare es un ejemplo de intelectuales de fuera que ejercen una influencia real en los asuntos de la seguridad nacional de la era Trump.